# Maardu (village)
Maardu (autrefois Maart) est un village estonien de la commune de Jõelähtme dans la région d'Harju, au nord du pays et au bord de la mer Baltique. Il ne doit pas être confondu avec la ville de Maardu un peu plus loin. 

## Population
Sa population était de 121 habitants au 1er janvier 2007.
Au 31 décembre 2011,  le village compte 137 habitants.

## Histoire
Le village a été mentionné en 1241 dans le Liber Census Daniæ et le domaine à la fin du XIVe siècle. Il fait partie des terres de la famille von Taube, à partir de 1529. Il est vendu au comte Lennart Torstenson en 1647, puis en 1663 au baron Fabian von Fersen (1626-1677). Lorsque la région passe sous souveraineté russe, après celle de la Suède, le domaine passe à la famille von Löwenvolde, puis à la famille von Bohn et enfin en 1717 à Peter von Brevern. Il reste dans la famille von Brevern, jusqu'aux lois de nationalisation d'octobre 1919. Le manoir du domaine est de style classique avec des éléments de style néoclassique, qualifié de style Empire, à l'époque de la Russie impériale. 